# Moldauer

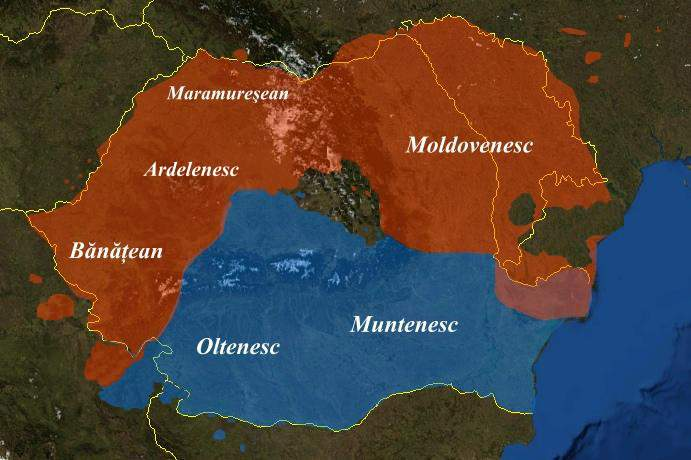
Die rumänischen Mundarten

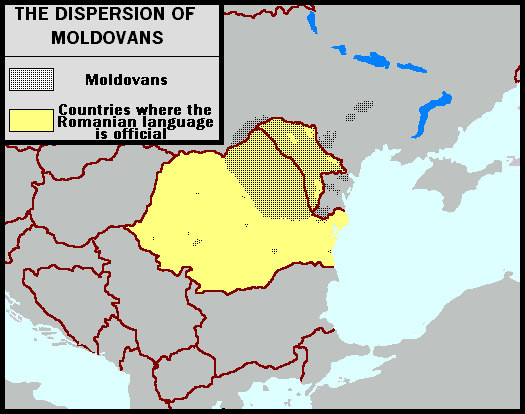
Die Moldauer

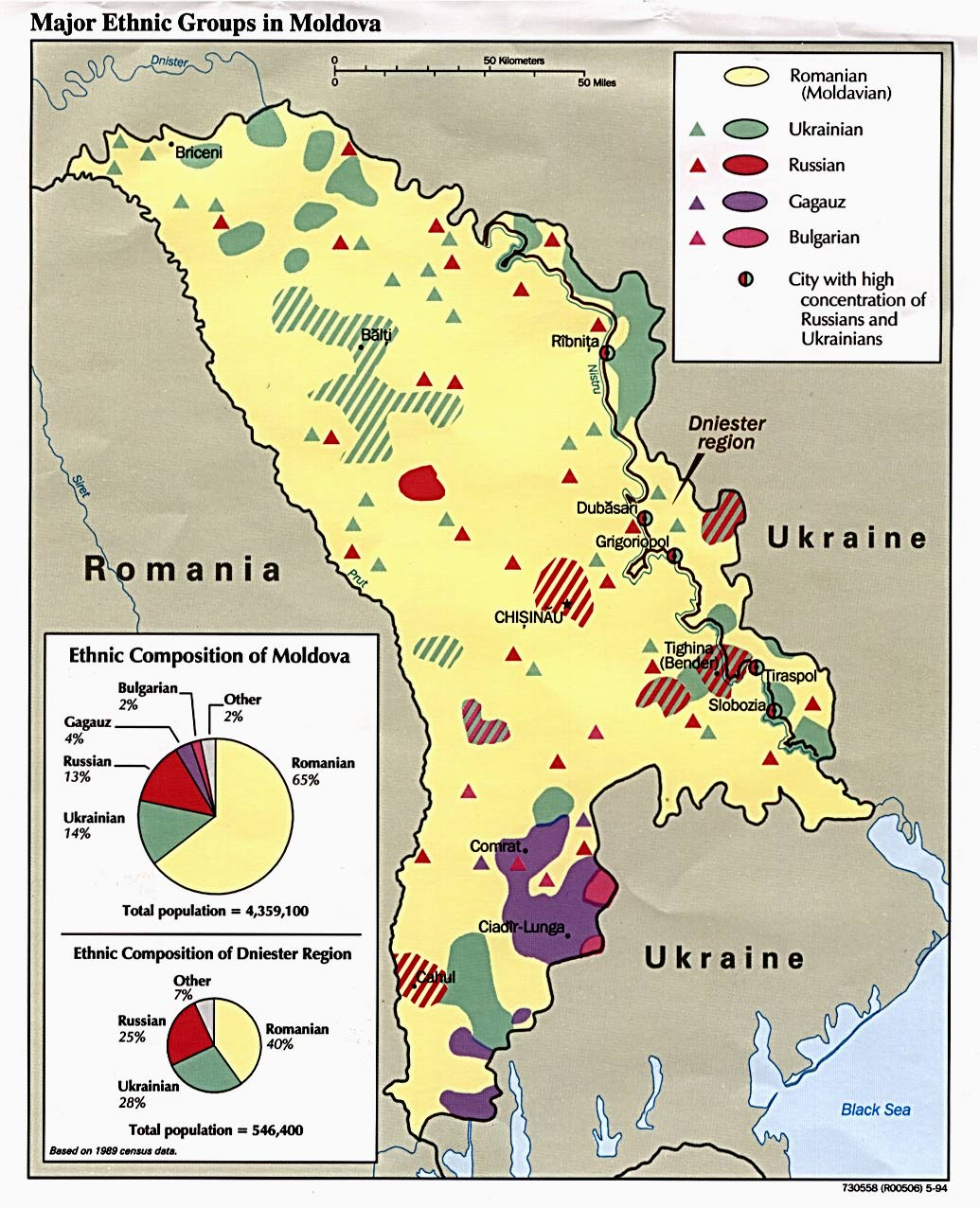
Die Verbreitung einzelner Ethnien in der Republik Moldau (1989)

Die Bezeichnung Moldauer (auch Moldawier oder Moldowaner genannt) wird für die Rumänen, die im heutigen Osten Rumäniens, der Republik Moldau und Ukraine (meistens in der Oblast Odessa und der Oblast Tscherniwzi) leben und die moldauische Mundart (graiul moldovenesc) der rumänischen Sprache sprechen, verwendet. Diese Gebiete bildeten im Mittelalter das Fürstentum Moldau.

## Anzahl der Moldauer
Die rumänischsprachige Selbstbezeichnung ist moldovean (männl.) und moldoveancă (weibl.). Die Zahl der Moldauer liegt insgesamt bei etwa 9 Millionen Menschen.
In Rumänien (2002): Die Rumänen in den Kreisen: Bacău (688.719), Botoșani (447.426), Iași (800.997), Galați (604.753), Neamț (547.122), Suceava (662.980), Vaslui (449.796), Vrancea (380.364).
In andere Städte Rumäniens sind viele Moldauer (aus dem Osten Rumäniens) aus wirtschaftlichen Gründen innerhalb der letzten 40 Jahre ausgewandert (ca. 2 Mio.) in Bukarest, Constanța, Timișoara, Petroșani und Brașov. Insgesamt leben ca. 5,5 Mio. Moldauer in Rumänien.
In der Republik Moldau (2004): 3.643.260 (davon 177.760 in Transnistrien).
In der Ukraine (2001): 409.600, hauptsächlich in den Oblasten Tscherniwzi (181.800), Odessa (123.800), Mykolajiw (13.100) und Kirowohrad (8.200). In anderen Oblasten der Ukraine leben weitere 82.700 rumänische Moldauer.
Außerdem wanderten viele Moldauer während der Sowjetzeit in die anderen Sowjetrepubliken aus, sie leben heute in Russland (172.330), Kasachstan (20.054) usw.

## Geschichte
Die politische Abgrenzung zwischen den Moldauern aus Rumänien und denen aus der ehemaligen Sowjetunion, geht auf das Jahr 1812 zurück. Nach dem achten russisch-osmanischen Krieg wurde ein Teil des osmanischen Vasallenstaates Moldau an das russische Imperium abgetreten. Das Gebiet war bis 1917 als Gouvernement Bessarabien ein Teil des russischen Kaiserreichs. Die in Bessarabien lebenden Moldauer waren somit nicht an der Entstehung des rumänischen Staates, welche mit der Vereinigung der Fürstentümer Moldau und Walachei 1859 sowie der späteren Ausrufung des Königreichs Rumänien 1881 erfolgte, beteiligt. Im Ersten Weltkrieg war das Gebiet ab 1917 von den Mittelmächten besetzt. Es bildete sich der Sfatul Țării als provisorische Landesversammlung, die 1918 die Vereinigung mit Rumänien erklärte. Nach dem Molotow-Ribbentrop-Pakt von 1939 annektierte die Sowjetunion 1940 das Gebiet. Daraufhin beteiligte sich Rumänien an dem Angriff auf die UdSSR im Jahr 1941 und besetzte zusammen mit deutschen Truppen das Gebiet, bis es 1944 von der Roten Armee zurückerobert wurde.  Um das gewonnene Gebiet längerfristig an die Sowjetunion zu binden, wurde das eigene Landes- und Gemeinschaftsgefühl künstlich gestärkt, indem man die Sprache der Moldauer nur noch als Moldauisch bezeichnete und die Eigentümlichkeit der Moldauer unterstrich. Leonid Iljitsch Breschnew, der spätere Führer der KPdSU, war zu dieser Zeit Generalsekretär der Moldauischen Sowjetrepublik und soll in seiner Position wesentlich zu dieser Abgrenzung beigetragen haben.

## Sprache
Alle Moldauer sprechen die moldauische Mundart der rumänischen Sprache. Die Amtssprache in der Republik Moldau, wird seit 2013 offiziell wieder Rumänisch genannt. Die Bezeichnung "Moldawisch" für die Amtssprache der Republik Moldau war offiziell von 1994 bis 2013. In der neuen Verfassung von 1994 der Republik Moldau wurde die Sprache als "Moldawisch" (limba moldovenească) festgelegt. Das Verfassungsgericht entschied 2013, dass die Formulierung der Unabhängigkeitserklärung (1991), in der von "Rumänisch" die Rede war, Vorrang vor der Verfassung hat. Damit wurde Rumänisch offiziell als Bezeichnung der Amtssprache wieder anerkannt.
Praktisch gesehen gab es jedoch weiterhin Debatten und unterschiedliche Auffassungen über die Bezeichnung der Sprache, aber die Entscheidung von 2013 markierte den formellen Wechsel zur Bezeichnung "Rumänisch".
Sie ist keine geschriebene Form des moldauischen Dialektes, wie oft vermutet wird, sondern dieselbe Form der rumänischen Sprache, die auch im Nachbarland Rumänien als Amtssprache dient (Muntenesc). Somit besteht der einzige Unterschied gegenüber dem westlichen Nachbarland an der offiziellen Benennung der Sprache und an der Tatsache, dass sie während der Zeit als Bessarabien und der sowjetischen Zeit weiterhin mit kyrillischer Schrift geschrieben wurde, während im Fürstentum Rumänien eine Umorientierung des Schriftrumänischen im Jahre 1868 von der kyrillischen Schrift zur Lateinschrift erfolgte. Seit 1989 wird in den Schulen von Moldau wieder der Stoff des Rumänischen in lateinischer Schrift unterrichtet und auch die Benennung des Stoffes lautet nicht mehr "Moldauische Sprache", sondern "Rumänische Sprache". In Transnistrien wird das Benutzen der lateinischen Schrift bis heute von der separatistischen Regierung nicht offiziell anerkannt (mit der Ausnahme von sechs Schulen, in denen Rumänisch mit lateinischer Schrift unterrichtet wird).

## Sonstiges
Die bis 1940 in Bessarabien lebenden Bessarabiendeutschen nannten die Moldauer in ihrer Mundart Moldowaner.